# SMS G 96
G 96 – niemiecki niszczyciel z okresu I wojny światowej. Wykorzystywał kadłub identyczny jak okręty typu G 85, ale posiadał powiększoną dziobówkę. Okręt wyposażony w trzy kotły parowe opalane ropą. Zapas paliwa 332 ton. Zatonął 30 marca 1918 roku u wybrzeży Flandrii na minie.